# Soustons
Soustons là một xã trong tỉnh Landes, thuộc vùng hành chính Aquitanien của nước Pháp, có dân số là 5.743 người (thời điểm 1999).

## Những người con của thành phố
- François Mitterrand, chính trị gia, tổng thống Pháp